# Berg (Thurgovie)
Pour les articles homonymes, voir Berg.
Berg est une commune suisse du canton de Thurgovie, située dans le district de Weinfelden.

## Population
| Année | Habitants |
| ----- | --------- |
| 1850  | 1 347     |
| 1910  | 1 767     |
| 1950  | 1 690     |
| 1980  | 1 953     |
| 1990  | 2 467     |
| 2006  | 2 977     |
| 2007  | 3 058     |